# دنجن ۱۵۹۴
سیارک ۱۵۹۴ (به انگلیسی: 1594 Danjon، نامگذاری:1949WA) هزار و پانصد و نود و چهارمین سیارک کشف شده‌است که در ۲۳ نوامبر ۱۹۴۹ و در الجزیره کشف شد.
قدر مطلق سیارک برابر ۱۲٫۲۰ است.